# Samostan Gelati
Gelati (gruzijsko: გელათის მონასტერი) je srednjeveški samostanski kompleks v bližini Kutaisija v regiji Imereti v zahodni Gruziji. Mojstrovina gruzijske zlate dobe, Gelati, je leta 1106 ustanovil gruzijski kralj David IV., UNESCO pa ga je leta 1994 vpisal na seznam  svetovne dediščine.
Samostan Gelati je pomemben za gruzinsko krščansko pravoslavno religijo. V notranjosti samostana je polno fresk in z obilico podob, ki obdajajo notranjost cerkve. Bil je eden prvih samostanov v Gruziji in predstavlja veliko vrednost v gruzijski kulturi.
Samostan je bil zgrajen v času Bizantinskega cesarstva, ki je znano po uporabi zlata v svojih slikah in zgradbah. Zgrajen je bila tako, da je pokazal, kako krščanstvo zajema vso deželo in da je Gruzija napolnjena s krščanskim evangelijem celo visoko v gorah. Samostan se s svojo arhitekturo imenitno vklaplja v gorsko okolje. 

## Zgodovina
Samostan Gelati je leta 1106 ustanovil gruzijski kralj David IV. Zgrajen je bila v obdobju Bizantinskega cesarstva, med katerim je bilo krščanstvo vladajoča religija v celotnem cesarstvu. Končan je bil leta 1130. Kasneje v 13. in 14. stoletju so dodajali druge stavbe, ki so bile v času tuje vladavine in invazij poškodovane. Najtežje poškodbe je samostan utrpel v požaru leta 1510 v času invazije Osmanov. Obnovljen je bil v 16. stoletju, ko je postal katolikos (versko središče) zahodne Gruzije, vse do 19. stoletja, ko je Gruzijo anektiralo Rusko cesarstvo.
Samostan je znan po cerkvi Device Blažene, kar pomeni, da je cerkev posvečena Devici Mariji in njenim duhovnim silam. Na splošno cerkev ni bila uporabljena samo v religiozne namene, ampak je bila namenjena tudi poučevanju. Postala je akademija matematike in znanosti v celotni Gruziji.
Ime izhaja iz grške besede Genati ('rojstvo').
V Gelatiju so pokopani najpomembnejši kralji in kraljice, med njimi graditelj David IV., kraljica Rusudan in kralj Bagrat. Samostan ima tudi pomembno zbirko rokopisov iz 12. do 17. stoletja. Gelati je imel v 12. stoletju v lasti poleg samostanov Opiza in Tbeti v današnji severovzhodni Turčiji, tudi najbolj znano gruzijsko delavnico zlata in srebra.
Do 16. stoletja je bil Gelati samo samostan, nato od 1529 do 1820/2 škofija Gruzijske pravoslavne cerkve (katoliška Abhazija). Gelatijski nadškof se je imenoval Genateli. Stolnica je posvečena Mariji (Materi Jezusovi).
Akademijo Gelati, ki pripada samostanu, je leta 1106 ustanovil Dawit Graditelj (kralj od 1089 do 1125) po vzoru carigrajske akademije. Tu so delali pomembni učenjaki, kot sta Ioann Petritsi in Arsen Ikaltoeli

## Akademija
Zgodovinsko gledano je bil Gelati eno glavnih kulturnih in intelektualnih središč v Gruziji. 
Akademijo Gelati, ki pripada samostanu, je leta 1106 ustanovil Davis IV. Graditelj (vladal 1089 do 1125) po vzoru carigrajske akademije. Imel je akademijo, ki je zaposlila nekaj najslavnejših gruzijskih znanstvenikov, teologov in filozofov, od katerih so bili mnogi že prej dejavni v različnih pravoslavnih samostanih v tujini, kot je na primer samostan Mangana v Konstantinoplu. Med verskimi avtorji so bili znani znanstveniki kot Ioane Petritsi in Arsen Ikaltoeli. Zaradi obsežnega dela, ki ga je opravila akademija Gelati, so jo takratni ljudje imenovali nova Helada in drugi Atos.
Samostan Gelati je ohranil veliko fresk in rokopisov iz 12. do 17. stoletja. Hahulijev triptih je stal v Gelatiju, dokler ga niso leta 1859 ukradli. Gelati je zadnje počivališče ustanovitelja in enega največjih gruzijskih kraljev Davida IV. Blizu njegovega groba so vrata Ganja, ki jih je leta 1138 kot trofejo prinesel gruzijski kralj Demetrij I.

## Danes
Samostan še vedno nadzira vso Gruzijo in še vedno deluje kot cerkev. Turisti prihajajo od vsepovsod, da bi si ogledali to mojstrovino. Že v obdobju Sovjetske zveze je bil samostan vpisan v gruzijski nacionalni register spomenikov. Še vedno se obnavlja in pod zaščito Unesca. Vsi prvotni deli samostana so nedotaknjeni in še vedno lahko delujejo kot stabilna zgradba.
Preden ga je Unesco zaščitil, so bili nekateri mozaiki nedotaknjeni, stene pa v slabem stanju. Na zgradbi akademije je bila uničena streha, zato je gruzijski konservatorij na njej lahko postavil streho in poskrbel za stavbo in ves samostan. Gruzijski nacionalni register spomenikov ga je leta 2006 uspel uvrstiti na seznam zaščite in restavriranja, s čimer je samostan zaščitil za prihodnost.
Zaradi neupoštevanja izvirne oblike stolnice pri njeni obnovi, jo je Unesco uvrstil na seznam ogroženih mest svetovne dediščine in spremlja njen izbris iz seznama. 

## Arhitektura
Samostanski kompleks je obkrožen z obzidjem, vanj se vstopa z vzhoda, nekdaj pa se je vstopalo skozi južni portik v katerem je grobnica ustanovitelja samostana, kralja Davida IV. Graditelja. V središču samostana je katolikon (glavna cerkev) Marijina stolnica, na njeni zahodni strani sta cerkev sv. Jurja in cerkev sv. Nikolaja, za njo pa slavna Akademija. 
Marijina stolnica je na zunaj prekrita z dekorativnimi slepimi arkadami, ki poudarjajo njeno vertikalnost. Notranjost, ki jo zaznamuje velika kupola, je svečan prostor, ki ga osvetljujejo mnoga manjhna okna. Pri vstopu skozi zahodni portal pozornost pritegne velik mozaik v oltarni apsidi iz 12. stoletja, ki prikazuje Marijo z detetom in angele na zlatem ozadju. Freske, ki prekrivajo druge zidove so iz kasnejših obdobij in prikazujejo razne biblijske prizore in zgodovinske osebe, kot so pripadniki rodbine Bagratidov, pokrovitelji. Pred cerkvijo je  majhen kamnit baldahin iz 12. stoljeća, zgrajen nad izvirom. V 13. stoletju je bil dodan odprt ločni zvonik.
Cerkev sv. Jurja je visoka stavba s kupolo iz 13. stoljeća s tremi radialnimi apsidami. Kupola počiva na dveh masivnih slopih in kutih apside. Cerkev je močno osvetljena z mnogimi okni. Na zahodnem zidu so ostanki izvirnih fresk, ostale so iz 16. stoletja. 
Dvonadstropna cerkev sv. Nikolaja s konca 13. stoletja ima neobičajen tloris, ki je na vseh straneh odprt z arkadami. Na drugem nadstropju je majhna večekotna cerkev s kupolo do katere se pride po zunanjem kamnitem stopnišču.
Samostan Gelati predstavlja bizantinski arhitekturni slog s polnimi loki in gladkim kamnom. Zgrajen je bil tako, da je glavni samostan zasnovan kot križ, simbol Jezusovega križanja in simbol krščanstva.

## Mozaiki
V samostanu je eden večjih mozaikov v celotni Gruziji. Sega od stene do stene in prikazuje, kako so Bizantinci častili Boga, Jezusa in njihove vladarje. Ko so bili mozaiki prvič predmet obnove, so bili v tako slabem stanju, da jih veliko ni bilo mogoče rešiti. Ko so bili mozaiki obnovljeni, so lahko pokazali intenzivno idealizacijo samostanskih častilcev, kot tudi kako je bizantinska krščanska ideologija sodelovala v vlogi cerkve in države.
Mozaiki znotraj samostana so izdelani v klasičnih bizantinskih umetniških slogih. Tik nad oltarjem je Devica Marija, ki gleda na množico, ki drži kronanega otroka Jezusa. Jezus je glavna mojstrovina v cerkvi.

## Grobnice
- Demetrij I. Gruzijski
- David IV. Gruzijski
- Salomon I. Imeretski
- Salomon II. Imeretski
- Jurij III. Gruzijski
- Vahtang II. Gruzijski
- Bagrat VI. Gruzijski
- Jurij V. Gruzijski
- Aleksander II. Imeretski
- Jurij Čkondidi
- Tamara Gruzijska

- Cerkev sv. Jurija
- Cerkev sv. Nikolaja
- Zvonik
- Stolnica Device Marije
- Portal stolnice
- Freske v stolnici